# Фрідріх Вільгельм (герцог Шлезвіг-Гольштейн-Зондербург-Глюксбурзький)
Фрідріх Вільгельм (нім. Friedrich Wilhelm); 4 січня 1785—17 лютого 1831) — герцог Шлезвіг-Гольштейн-Зондербург-Бек у 1816—1825 роках, герцог Шлезвіг-Гольштейн-Зондербург-Глюксбурзький у 1825—1831 роках. Засновник династії Глюксбургів — молодшої гілки Ольденбурзького дому, до якої належать сучасні королівські сім'ї Данії та Норвегії. Батько короля Данії Крістіана IX.

## Біографія
Фрідріх Вільгельм з'явився на світ 4 січня 1785 року у Лінденау. Він був третьою дитиною та єдиним сином в сім'ї герцога Шлезвіг-Гольштейн-Зондербург-Бека Фрідріха Карла та його дружини Фредеріки Амалії. Мав старших сестер Фредеріку та Луїзу.
Батько був вояком прусської армії, мати —донькою прусського міністра. Фрідріх Карл також цікавився сільським господарством та наукою.
У 1804 році він відправив Фрідріха Вільгельма у Данію, де його хрещений батько кронпринц Фредерік, зарахував того до війська. Предки юнака служили у прусській армії, і він збирався продовжити родинну традицію, проте через конфронтацію герцога із королем Пруссії, було вирішено про його службу у данському війську. Після року в столиці Фрідріха Вільгельма, за його власним проханням, перевели до Гольштейну. За роки служби він прав участь лише в одній сутичці із прусськими військами — біля містечка Штральзунд у 1809 році. Тоді ж його було призначено майором у генеральний штаб, очолюваний Карлом Гессен-Кассельським. Штаб розмістили безпосередньо у Готторпському палаці Карла.
Там Фрідріх Вільгельм познайомився із молодшою донькою начальника, принцесою Луїзою Кароліною. У листопаді 1809 року відбулися їхні заручини. Весілля 20-річної Луїзи Кароліни із 25-літнім Фрідріхом Вільгельмом відбулося 26 січня 1810 року у кірсі Готторпського палацу. Батько наречної запропонував їм жити на окремому поверсі у Готторпському палаці. Також молодятам виділили кілька кімнат у літній резиденції Луїзенлунд.
За дев'ять місяців у подружжя народився первісток — донька Луїза. Всього ж у пари було десятеро дітей
У квітні 1816 року його батько помер у Гамбурзі, і Фрідріх Вільгельм став герцогом Шлезвіг-Гольштейн-Зондербург-Бекським.
У 1824 році до данської корони повернувся Глюксбурзький замок. Король Фредерік VI на прохання дружини відписав його хреснику. 6 липня 1825 Фрідріх Вільгельм отримав патент на володіння Глюксбурзькою фортецею та титул герцога Гольштейн-Глюксбурзького. Після цього він змінив титул на герцога Шлезвіг-Гольштейн-Зондербург-Глюксбурзького та став засновником молодшої лінії Глюксбурзької династії.
Герцог помер від застуди, яка перейшла в запалення легень 17 лютого 1831 у віці 46 років. Похований у Шлезвізькому соборі
Син Крістіан у 1863 році став королем Данії. Його нащадки правлять країною і досі.

## Титули
- 4 січня 1785 — 25 березня 1816 — Його Світлість Спадкоємний Принц Шлезвіг-Гольштейн-Зондербург-Бек;
- 25 березня 1816 — 6 липня 1825 — Його Світлість Герцог Шлезвіг-Гольштейн-Зондербург-Бек;
- 6 липня 1825 — 17 лютого 1831 — Його Світлість Герцог Шлезвіг-Гольштейн-Зондербург-Глюксбург.

## Родина

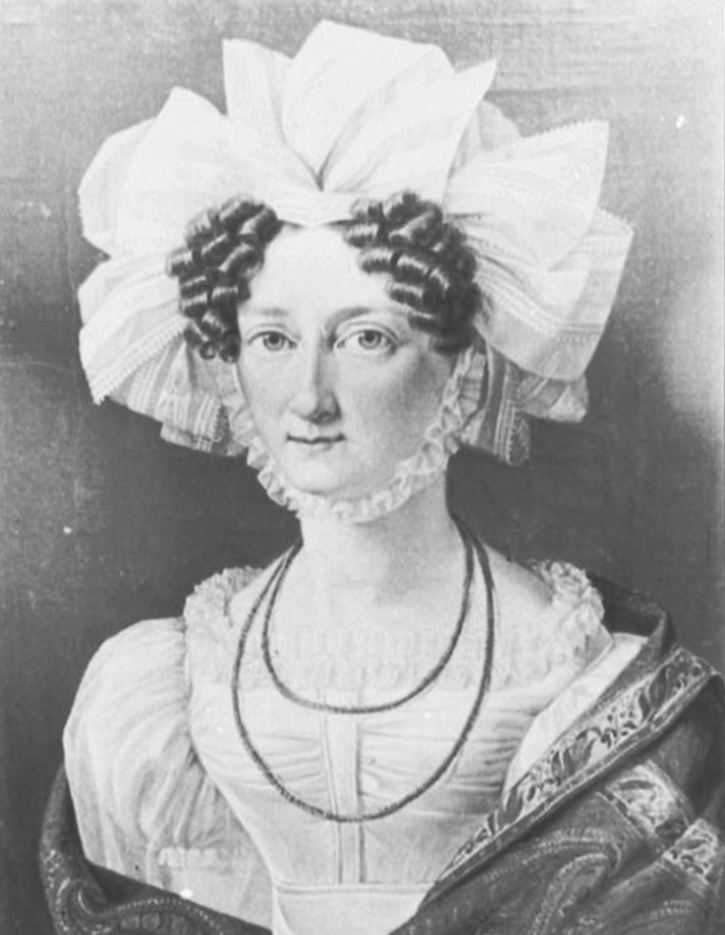
Луїза Кароліна

Дружина — Луїза Кароліна, принцеса Гессен-Кассельська
Діти:
- Луїза Марія (1810—1869) — двічі перебувала у морганатичних шлюбах;
- Фредеріка (1811—1902) — дружина герцога Ангальт-Бернбургу Александра Карла, дітей не мала;
- Карл (1813—1878) — наступний герцог Шлезвіг-Гольштейн-Зондербург-Глюксбурзький у 1831—1878 роках, був одружений з Вільгельміною Марією Данською, мав двох позашлюбних дітей;
- Фрідріх (1814—1885) — герцог Шлезвіг-Гольштейн-Зондербург-Глюксбурзький у 1878—1885 роках, був одружений з Адельгейдою Шаумбург-Ліппе, мав п'ятеро дітей;
- Вільгельм (1816—1893) — одружений не був, дітей не мав;
- Крістіан (1818—1906) — король Данії у 1863—1906 роках, був одружений з Луїзою Гессен-Кассельською, мав шестеро дітей;
- Луїза (1820—1894) — у 1860 році стала настоятелькою в Ітцехо;
- Юлій (1824—1903) — був морганатично одружений із Елізабет фон Ціґесар, якій було надано титул графині Руст, дітей не мав;
- Йоганн (1825—1911) — регент Грецького королівства у 1867 році, одруженим не був, дітей не мав;
- Ніколаус (1828—1849) — пішов з життя у віці 20 років бездітним та неодруженим.

## Нагороди
Орден Слона (Данія) (1811).